# Adolph Dattan

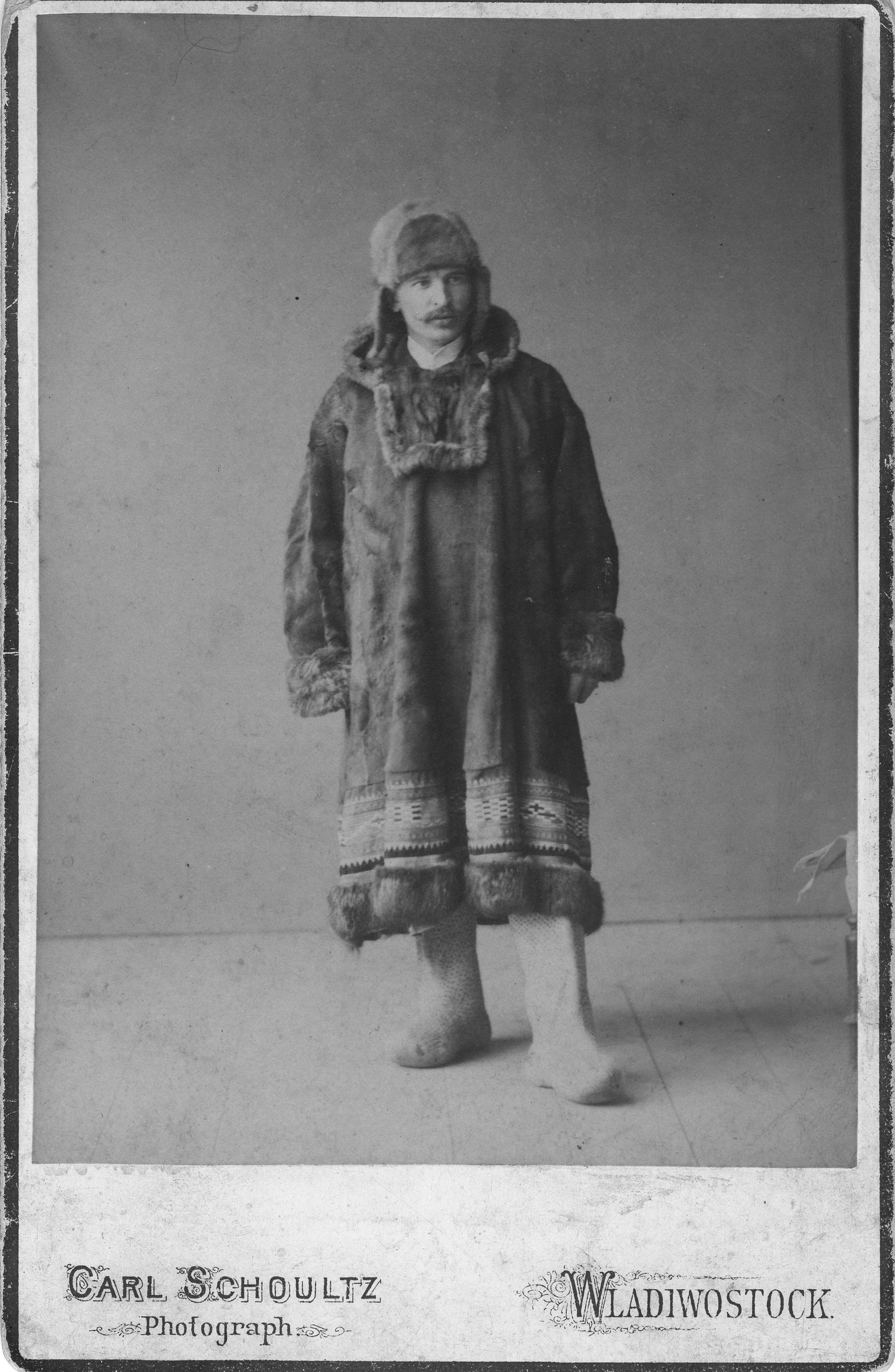
Adolph Dattan (ca. 1890) in der Kleidung ostsibirischer Eingeborener (Fischlederstiefel und Kuchljanka)

Adolph Traugott Arthur Dattan (russisch Адольф Васильевич Даттан, Adolf Wassiljewitsch Dattan, * 22. Oktober 1854 in Rudersdorf; † 14. August 1924 in Naumburg (Saale)) war ein deutsch-russischer Kaufmann und Teilhaber des großen Handelshauses Kunst & Albers in Wladiwostok. Er betätigte sich auch als Mäzen und Förderer der Wissenschaft. Während des Ersten Weltkriegs wurde er wegen Spionageverdachts ins Innere Sibirien verbannt.

## Leben
Adolph Dattan kam als zehntes und jüngstes Kind eines evangelischen Dorfpfarrers in Rudersdorf bei Buttstädt zur Welt. Die materiellen Verhältnisse der Familie waren bescheiden. Seine zehnjährige Schulbildung erhielt er ausschließlich im Elternhaus, wie dies damals bei deutschen Pfarrerskindern nicht selten war. Sein Vater hatte als junger Mann als Hauslehrer eines preußischen Barons in Südfrankreich gearbeitet.

### Berufsausbildung und erste Anstellungen
Dattan absolvierte eine vierjährige Kaufmannslehre im Geschäft seines Schwagers in Naumburg, wo er ebenfalls sehr bescheiden leben musste. Mit 18 Jahren ging Dattan nach Hamburg, weil er nach Südamerika auswandern wollte. Zunächst arbeitete er jedoch zwei Jahre in verschiedenen Anstellungen, meist als Buchhalter, und vervollständigte parallel seine Schulbildung. Als Nebenerwerb führte er auch einem Hamburger Juwelier namens Fritz Albers die Bücher. Dies war der Bruder von Gustav Ludewig Albers, der 1864 in Wladiwostok zusammen mit Gustav Kunst die Handelsfirma Kunst & Albers gegründet hatte.

### Aufstieg bei Kunst & Albers

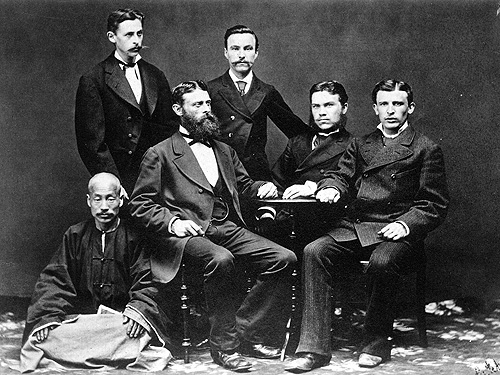
Die Führung von Kunst & Albers 1880 in Wladiwostok. Am Tisch sitzend von li. nach re. Gustav L. Albers, Gustav Kunst und Adolph Dattan

Dattan wurde von Albers während dessen ersten Heimaturlaubs als Buchhalter und erster deutscher Angestellter für die Wladiwostoker Firma Kunst & Albers engagiert. Als Lohn wurden 50 Rubel im Monat bei freier Kost und Logis vereinbart. Im Dezember 1874 reiste der erst 20-Jährige als Begleiter einer Warenladung mit dem Dreimaster „Saturnus“ in Richtung Ostasien ab und erreicht nach zwei Zwischenstationen in Shanghai und Nagasaki im Sommer 1875 Wladiwostok.
1879 wurde Dattan von den Firmeninhabern Prokura für das Wladiwostoker Unternehmen erteilt. Faktisch übernahm Dattan ab 1881 die Geschäftsführung, da sich die Eigner inzwischen nur noch selten dort aufhielten. Dattan erhielt zunächst eine Gewinnbeteiligung von zehn Prozent, mindestens jedoch 5.000 Rubel jährlich, garantiert. Zudem erhielt er 2000 Rubel Jahresgehalt.
Dattan verstand es, sich an die Sitten und Umstände in dem noch wenig kultivierten russischen Neuland anzupassen und zugleich gute Beziehungen zu den Behörden und den einflussreichen Stellen beim in Wladiwostok maßgeblichen Militär aufzubauen:

„Es macht auf uns Deutsche einen missfälligen Eindruck, wenn zwei große bärtige Kerle sich um den Hals fallen und auf den Mund küssen; so sehr ich Herrn Dattan bewundert habe, wenn er alle russischen Gebräuche zu den seinigen machte – diese Gewohnheit würde ich mir nie angeeignet haben. Als Kaufmann verdient man gewiss gern, aber um keinen Preis der Welt würde ich einen General oder Admiral auf den Cigarrenmund geküsst haben, selbst nicht, um einen Auftrag von großer Bedeutung zu erhalten.“

Unter der Leitung Dattans wuchs das Unternehmen schnell, sowohl wirtschaftlich als auch geographisch: In den 1880er Jahren wurden erste Filialen im Hinterland sowie im Amurgebiet gegründet. Insgesamt verfügte Kunst & Albers bis 1914 über ein Netz aus über 30 Niederlassungen im Russischen Fernen Osten sowie angrenzenden chinesischen Gebieten. Mit der Leitung des Unternehmens waren auch ausgedehnte Reisen in der noch unzulänglich erschlossenen Region verbunden – auch im Winter, wenn dazu nur Pferdeschlitten zur Verfügung standen.
1886 war Dattan bereits Teilhaber mit einer Gewinnbeteiligung von 33 Prozent. Im gleichen Jahr nahm er die russische Staatsangehörigkeit an, da ein neues Gesetz Ausländern den Grunderwerb in Grenzgebieten des Russischen Reiches verbot. Zukünftig erwarb das Unternehmen deshalb Immobilien in Russisch-Fernost auf den Namen Dattans.
1904, nach dem Ausscheiden von Gustav Kunst aus der Firma, wurde Dattan 50-prozentiger Teilhaber an Kunst & Albers in Wladiwostok wie auch an der gleichnamigen Firma in Hamburg. Diese war vorrangig für die Finanzierung und Versendung von Wareneinkäufen aus Europa nach Russisch-Fernost zuständig.
1924, kurz vor dem Tod Dattans, wurde dessen Besitz in Russland an seinen Kompagnon Alfred Albers überschrieben, um eine Enteignung der Firma aufgrund des sowjetischen Erbrechts zu verhindern.

### Familie

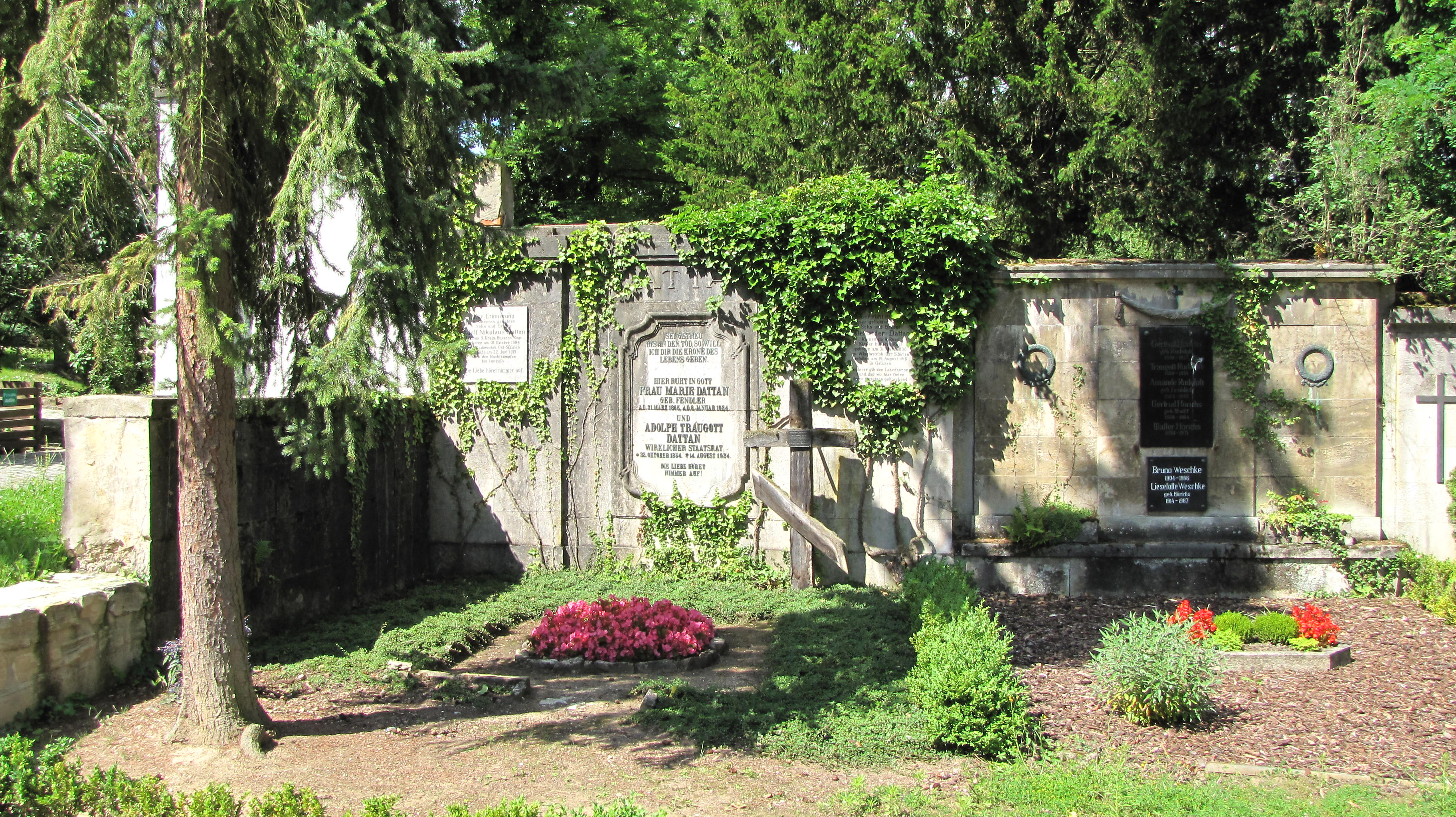
Familiengrab der Dattans in Naumburg

Als begüterter junger Kaufmann kehrte Dattan 1887 erstmals zu einem Heimaturlaub nach Deutschland zurück. Die Reise erfolgt auf dem Landweg, wobei es damals durch Sibirien noch keine Bahnlinie gab. In Naumburg heiratete er während dieses Aufenthaltes Marie Fendler, mit der er dann nach Wladiwostok zurückkehrte. Aus dieser Ehe entstammten sieben Kinder. 1901 ließ sich Dattan mit seiner Familie in Naumburg nieder, doch reist er weiterhin Jahr für Jahr für längere Aufenthalte nach Wladiwostok. Während des Ersten Weltkriegs fiel der älteste Sohn Alexander (* 1890) als russischer Offizier, während Adolf (* 1894) als deutscher Offizier an der Westfront umkam.

### Titel und Ehrenämter
1887 wurde Dattan zum deutschen Handelsagenten für Wladiwostok und das Amurgebiet ernannt. 1904 erhielt er vom deutschen Kaiser den Titel eines Vizekonsuls. 1908 unterzeichnete er seine Berichte nach Berlin bereits als „Kaiserlicher Konsul“. 1911, mit der Umwandlung der deutschen Repräsentanz in ein Berufskonsulat, wurde Dattan aus seinem Amt entlassen, durfte seinen Titel „Kaiserlicher Deutscher Konsul“ aber auf Lebenszeit weiterführen.
Parallel stieg Dattan auch in der russischen Hierarchie auf: 1900 wurde er vom Zaren zum Kommerzienrat ernannt, 1904 zum Staatsrat, 1911 Wirklicher Staatsrat. Zu Beginn des Jahres 1914 ist Dattan samt Frau und Kindern vom Zaren in den erblichen russischen Adel erhoben worden. Dabei wurde vor allem seine Rolle als Mäzen und Ehrenkurator des Orientalischen Institutes, der ersten Hochschule Wladiwostoks, gewürdigt.
Darüber hinaus erhielt Dattan insgesamt 24 Orden, zwölf aus Russland und zwölf aus anderen Staaten. Fünf von Dattans Orden wurden mit seiner Rolle als Förderer der Wissenschaften begründet.

### Förderer von Ethnologie und Zoologie
Dattan sammelte auf seinen Dienstreisen durch den Osten Sibiriens zunächst vorrangig ethnologische Artefakte der eingeborenen Völker bzw. ließ diese von Emissären zusammentragen. Aus dieser Sammlung formierte er Kollektionen, die er als Schenkungen verschiedenen europäischen Museen zukommen ließ. Ein wichtiges Motiv für sein Mäzenatentum war der Wunsch, im Gegenzug für die Schenkungen Orden verschiedener Staaten zu erhalten. Später erweiterte Dattan seine Sammeltätigkeit auch auf zoologische Exponate. Hinweise auf eine eigene wissenschaftliche Tätigkeit Dattans gibt es nicht.
Teils sehr umfangreiche Sammlungen Dattans gingen als Schenkungen in folgende Museen ein:
- Naturhistorisches Museum (Braunschweig). Zur 1907 erfolgten Schenkung Dattans gehört das Skelett einer über sieben Meter langen  Stellerschen Seekuh
- Städtisches Museum (Braunschweig) (Ethnologische Sammlung)
- Museum für Völkerkunde (Dresden)
- Museum für Völkerkunde (Wien)
- Völkerkundemuseum in Leiden (Niederlande)
- Ethnographische Sammlung der Universität Oslo (Norwegen)

### Verbannungszeit
Mit Beginn des Ersten Weltkriegs nutzten Konkurrenten von Kunst & Albers die antideutsche Stimmung, um über die Presse Gerüchte über eine angebliche Spionagetätigkeit der Firma für Deutschland zu verbreiten. Das ohnehin durch den Krieg zwischen Deutschland und Russland schwer angeschlagene Unternehmen geriet damit an den Rand des Untergangs.
Adolph Dattan wurde im Oktober 1914 nach einer Hausdurchsuchung für neun Tage festgenommen. Er kam noch einmal frei, offiziell werden keine Anschuldigungen gegen ihn erhoben. Für ihn völlig unerwartet wurde Dattan dann im Januar 1915 auf Befehl des Generalgouverneurs ins Gouvernement Tomsk in Zentralsibirien verbannt. Er musste sich im Dorf Kolpaschewo niederlassen. 1917 durfte Dattan nach Tomsk übersiedeln. Während der Verbannung musste Dattan den Niedergang seiner Firma aus der Ferne faktisch machtlos mitverfolgen. Erst im Winter 1919/1920 gelang ihm mit einer Bahnfahrt quer durch das vom Bürgerkrieg zerrissene Sibirien die Rückkehr nach Wladiwostok und anschließend nach Deutschland.

### Auszeichnungen
- Roter Adlerorden IV. Klasse[2]
- Königlicher Kronen-Orden IV. Klasse
- Kommandeur II. Klasse des Ordens Heinrichs des Löwen (1911)[3]
- Orden vom Doppelten Drachen 2. Grad, III. Klasse
- Kommandeur des Ordens des Heiligen Schatzes
- Ritter I. Klasse des Sankt-Olav-Ordens
- Komtur des Franz-Joseph-Orden Komtur (1911)[4]
- Russischer Orden der Heiligen Anna III. Klasse
- Sankt-Stanislaus-Orden II. Klasse
- Orden des Heiligen Wladimir IV. Klasse
- Kaiserlich Russisches Erinnerungszeichen des Roten Kreuzes

## Film
In der am 17. November 2012 erstmals auf arte ausgestrahlten Reportage „Abenteuer Sibirien“ über Deutsche in Sibirien ist Adolph Dattan eine der historischen Hauptpersonen der Handlung.